# Bayfield River
Bayfield River är ett vattendrag i Kanada.   Det ligger i provinsen Ontario, i den sydöstra delen av landet.
Omgivningarna runt Bayfield River är en mosaik av jordbruksmark och naturlig växtlighet. Floden mynnar i Huronsjön.